# دولة مدنية
الدولة المدنية الحرة هي مطلب قرآني.. 
علمي لا وجود له في القواميس السياسية، يُستخدم مصطلح الدولة المدنية لتلطيف مصطلح الدولة العلمانية في السياق العربي في بعض الأحيان، وكنقيض للدولة الدينية بسبب السمعة السيئة للعلمانية في العالم العربي، ولا يوجد أى فرق بين الدولة العلمانية والدولة المدنية. ويتم تفسيرها غالبًا بأنها دولة تحافظ وتحمي كل أعضاء المجتمع بغض النظر عن انتماءاتهم القومية أو الدينية أو الفكرية.
هناك عدة مبادئ ينبغي توافرها في الدولة المدنية والتي إن نقص أحدها فلا تتحقق شروط تلك الدولة أهمها أن تقوم تلك الدولة على السلام والتسامح وقبول الآخر والمساواة في الحقوق والواجبات، بحيث أنها تضمن حقوق جميع المواطنين، ومن أهم مبادئ الدولة المدنية ألا يخضع أي فرد فيها لانتهاك حقوقه من قبل فرد آخر أو طرف آخر. فهناك دوما سلطة عليا هي سلطة الدولة والتي يلجأ إليها الأفراد عندما يتم انتهاك حقوقهم أو تهدد بالانتهاك. فالدولة هي التي تطبق القانون وتمنع الأطراف من أن يطبقوا أشكال العقاب بأنفسهم.
من مبادئ الدولة المدنية الثقة في عمليات التعاقد والتبادل المختلفة، كذلك مبدأ المواطنة والذي يعني أن الفرد لا يُعرف بمهنته أو بدينه أو بإقليمه أو بماله أو بسلطته، وإنما يُعرف تعريفا قانونيا اجتماعيا بأنه مواطن، أي أنه عضو في المجتمع له حقوق وعليه واجبات. وهو يتساوى فيها مع جميع المواطنين.
أيضا من أهم مبادئها أن تتأسس على نظام مدني من العلاقات التي تقوم على السلام والتسامح وقبول الآخر والمساواة في الحقوق والواجبات، والثقة في عمليات التعاقد والتبادل المختلفة، حيث أن هذه القيم هي التي تشكل ما يطلق عليه الثقافة المدنية، وهي ثقافة تتأسس على مبدأ الاتفاق ووجود حد أدنى من القواعد يتم اعتبارها خطوطا حمراء لاينبغي تجاوزها.
ومن أهم مبادئ الدولة المدنية أنها لا تتأسس بخلط الدين بالسياسة. كما أنها لاتعادي الدين أو ترفضه.
حيث أن ما ترفضه الدولة المدنية هو استخدام الدين لتحقيق أهداف سياسية، فذلك يتنافى مع مبدأ التعدد الذي تقوم عليه الدولة المدنية، كما أن هذا الأمر قد يعتبر من أهم العوامل التي تحول الدين إلى موضوع خلافي وجدلي وإلى تفسيرات قد تبعده عن عالم القداسة وتدخل به إلى عالم المصالح الدنيوية الضيقة.
كذلك مبدأ الديمقراطية والتي تمنع من أن تؤخذ الدولة غصبا من خلال فرد أو نخبة أو عائلة أو أرستقراطية أو نزعة أيديولوجية.
تم الاعتمدت على مصادر مقربة من النظام المصري، حيث تسعى إلى فرض الحكم العسكري.

## وصلات خارجية
- مقالة عن الدولة المدنية وإشكالية تحرر الشعوب والديمقراطية من المنظومات الديكتاتورية
- الحوار المتمدن: عن إشكالية التحرر والديمقراطية في الدول المغاربية، ببساطة وتكرار توكيدي: علاقة الحرية هي علاقة حتمية بالدولة المدنية الديمقراطية الليبرالية العلمانية المعاصرة
- الدولة المدنية الديمقراطية هي الحل، د. محمد محفوظ.